# Andrew Levane
Andrew Joseph Levane (Brooklyn, 11 aprile 1920 – Irmo, 30 aprile 2012) è stato un cestista e allenatore di pallacanestro statunitense, professionista nella NBL, nella BAA, nella NBA e nella ABL.

## Palmarès
- Campione NIT (1943)
- Campione NBL (1946)